# Zamachy podczas Aszury w 2004 roku
Zamachy podczas Aszury w 2004 roku – seria dwunastu wybuchów terrorystów-samobójców połączonych z ostrzałem moździerzowym przeprowadzona przez Dżami'at at-Tauhid wa-Dżihad podczas obchodów Aszury w 2004 roku. 
Dla irackich szyitów była to pierwsza Aszura od czasu obalenia rządów Saddama Husajna, który utrudniał obchodzenie tego święta. Do wybuchów doszło o 10 rano w sanktuariach w Bagdadzie i Karbali, po których nastąpił ostrzał prowadzony przez ukryte parę przecznic dalej moździerze.